# Штази
Министарство за државну безбедност НДР или Штази била је главна тајна обавештајна служба Немачке Демократске Републике (НДР) и уједно организација за прогон такозваних политичких преступника. Штази је било оруђе којим је владајућа источнонемачка партија СЕД надзирала, контролисала и владала народом. Ова организација се служила обавештајним методама, методама насилног и психолошког застрашивања, терором и сличним методама у борби против „непријатељских личности“ (опозиције и критичара режима).
Основана је 8. фебруара 1950. године са операционим центром у Источном Берлину, где се налазио њен велики комплекс у Лихтенбергу и други мањи распоређени по осталим деловима града. Расформирана је 1989. године.